# Hamburger Hafenrundfahrten

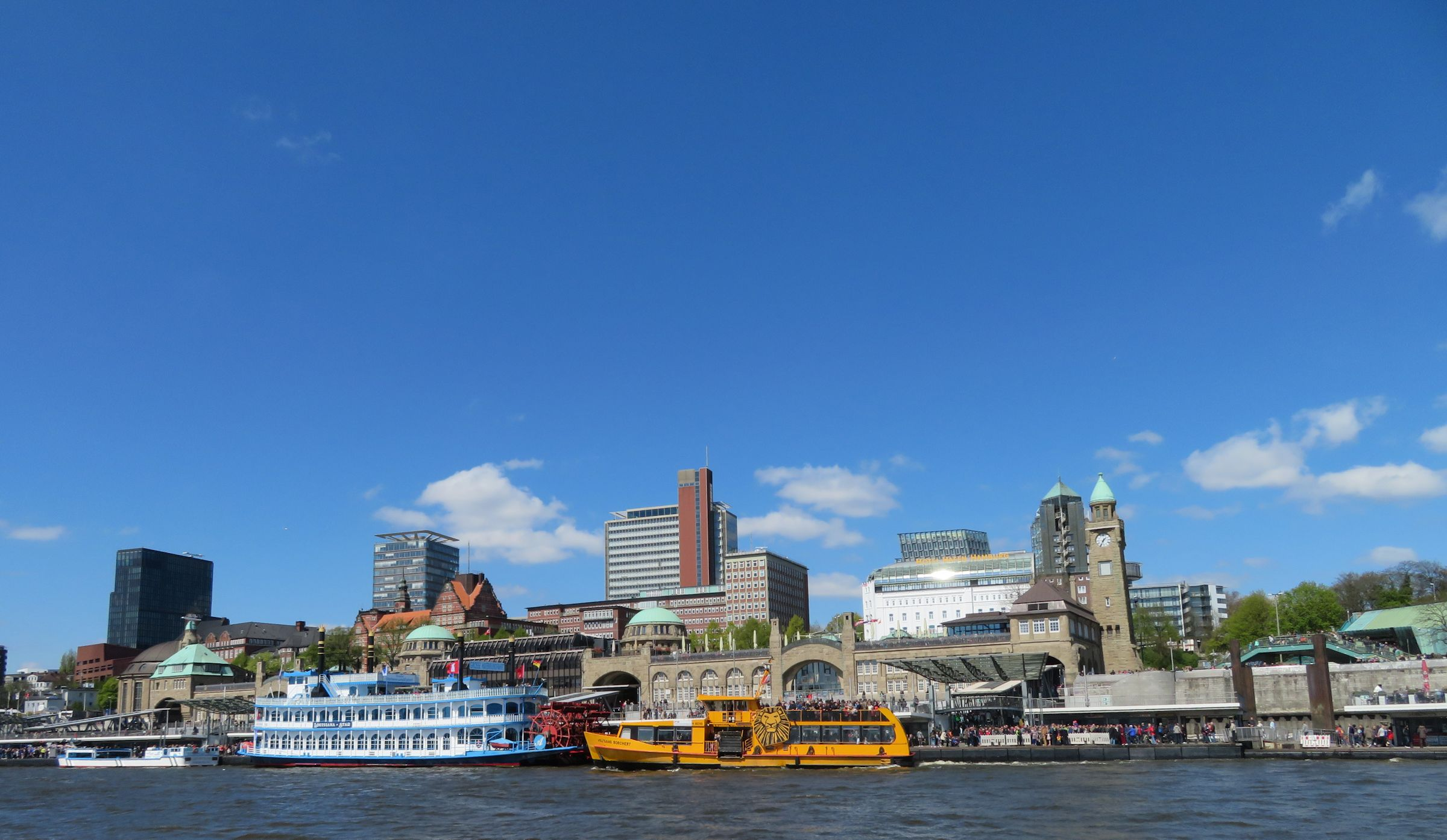
St. Pauli-Landungsbrücken mit verschiedenen Hafenrundfahrtsschiffen

Hamburger Hafenrundfahrten sind touristische Angebote zur Besichtigung des Hamburger Hafens insbesondere per Barkasse oder Vergnügungsschiff. Dabei werden in der Regel die weit verzweigten Hafenanlagen und die Entwicklung und Funktionsweise des Hafenumschlags vorgestellt. Neben der traditionellen „Großen Hafenrundfahrt“, seit 1921 von der stadteigenen HADAG Seetouristik und Fährdienst AG betrieben, bieten zahlreiche private Bootseigner und Unternehmen Touren unterschiedlicher Ausrichtung und Länge an. Seit Mitte der 1980er Jahre gibt es zudem eine Reihe von sogenannten Alternativen Hafenrundfahrten, während derer bestimmte Themen im Vordergrund stehen und die Entwicklung des Hafens, dessen Geschichte, Arbeits- und Umweltbedingungen kritisch betrachtet werden.

## Geschichte

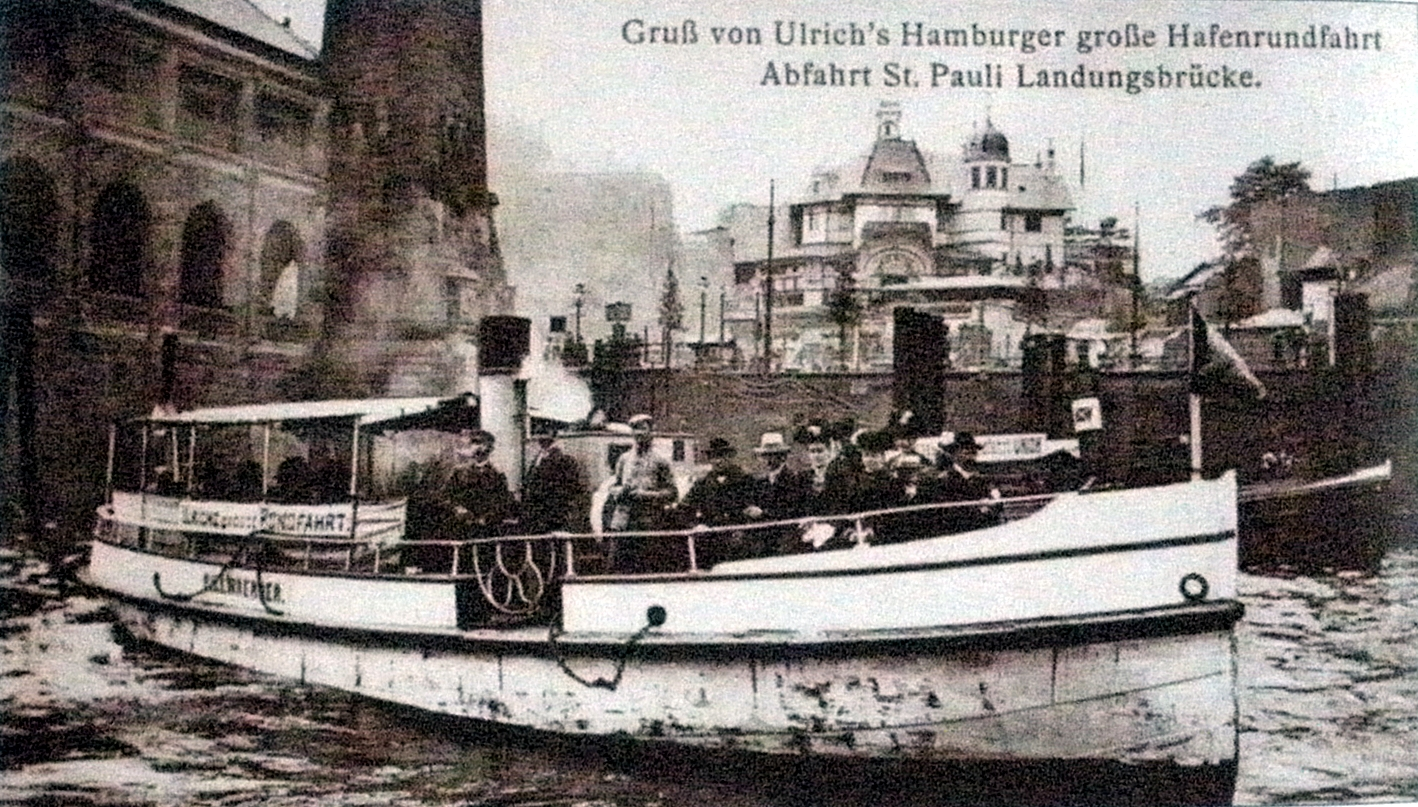
Barkasse Billwaerder im Einsatz zur Großen Hafenrundfahrt vor den St. Pauli-Landungsbrücken, um 1900

Mit dem Ausbau des Hamburger Hafens und dessen Ausweitung auf mehrere ehemalige Elbinseln und Gebiete am gegenüberliegenden Ufer der Norderelbe entstand ab den 1880er Jahren ein Fähr- und Barkassendienst, vornehmlich für den Transport der Hafen- und Werftarbeiter. Schon vor Ende des 19. Jahrhunderts boten viele Schiffsbesitzer, zur Auslastung ihrer Hafenschiffe außerhalb der Stoßzeiten des Arbeitsverkehrs, Besichtigungstouren für Touristen an. Verwendet wurden sowohl Fährschiffe wie umgebaute Schleppdampfer, Ausgangspunkt waren, damals wie heute, zumeist die St. Pauli-Landungsbrücken oder das Hafenthor.
Nach Eröffnung des St.-Pauli-Elbtunnels 1911 ging der Bedarf des Personentransports per Schiff rapide zurück, der daraus folgende Konkurrenzdruck unter den Anbietern von Hafenrundfahrten führte einerseits zu zwielichtigen Rabattangeboten, andererseits wurden „mit rabiaten Methoden Trinkgelder von arglosen Kunden“ erpresst.  Um diesen Zuständen entgegenzuwirken, übertrug die Finanzdeputation des Hamburger Senats zum 1. Juli 1921 der HADAG die alleinige Konzession für die „Große Hafenrundfahrt“. Verbunden war dieser Kontrakt mit Sicherheitsauflagen für die Hafenrundfahrtschiffe sowie deren Ausstattung mit Sitzplätzen und Wetterschutzvorrichtungen wie „Relingskleidje“ (Spritzwasserschutz) und Sonnensegel. Eine weitere Auflage war die Begleitung der bezahlten Touren durch einen „Hafenerklärer“, der über die Besonderheiten und Einzelheiten des Hafens Auskunft geben sollte. Diese Funktion wurde publikumswirksam an ehemalige Hafenarbeiter und Seeleute vergeben, die mit einem speziellen Hamburger „Schnack“ die Fakten und Zahlen zum Hafen mit Anekdoten, Döntjes und Seemannsgarn anreicherten. Daraus entwickelte sich die bis heute gebräuchliche Bezeichnung „He lücht“ (er lügt) für die Fremdenführer im Hamburger Hafen.

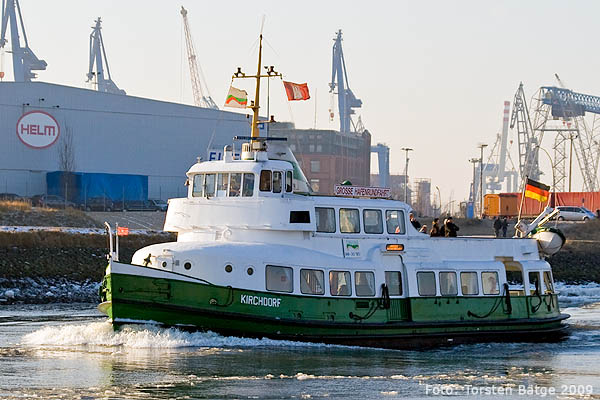
HADAG-Fährschiff Kirchdorf während einer Hafenrundfahrt vor dem Gelände der ehemaligen Stülckenwerft, 2009

Über Jahrzehnte trugen die Hafenrundfahrten dazu bei, dass der Hamburger Hafen nicht allein als Warenumschlags- und Arbeitsplatz angesehen wird, sondern auch als „Erlebnisraum für Besucher und Touristen“ gilt. Sie sind damit zentraler Bestandteil des Stadtmarketings und des Tourismus als wachsenden Wirtschaftszweig der Stadt. Seit Ende der 1970er Jahre, parallel zu der Umstrukturierung des Hafens durch die Containerisierung, das HADAG-Monopol über die „Große Hafenrundfahrt“ aufgelöst wurde, haben sich zahlreiche weitere Anbieter etablieren können. Neben der klassischen Hafenbarkasse wurden zunehmend auch größere Schiffstypen eingesetzt, zum Beispiel ausgediente Typschiffe der HADAG, eigens für Hafenrundfahrten gebaute Restaurantschiffe oder im nostalgischen Südstaatenstil gehaltene Nachbauten von Schaufelraddampfern.

## Touren
Die Vielzahl von angebotenen Hafenrundfahrten unterscheiden sich durch die unterschiedlichen Schiffstypen ebenso wie durch den Zeitumfang, so dauern die Standardtouren ein bis zwei Stunden, spezielle Themenrundfahrten bis zu fünf Stunden. Fahrten mit Barkassen unterscheiden sich von Touren mit größeren Schiffen schon deswegen, weil die kleineren Schiffe auch in die engeren und flacheren Fleete einfahren können. Eine Besichtigung der Speicherstadt vom Wasser aus ist nur mit den Barkassen möglich, doch auch für diese besteht die Einschränkung durch die Gezeiten und den zu niedrigen Wasserständen bei Ebbe. Zum allgemeinen Programm gehören die Vorbeifahrten am Großen Grasbrook, heute zum Stadtteil HafenCity umgewandelt, mit dem ehemaligen Sandtorhafen, dem einstigen Herz des Hamburger Hafens, eine Einfahrt in den Hansahafen im Kleinen Grasbrook mit einem RoRo-Verladekai, die Besichtigung der letzten Werftanlagen bei Blohm + Voss und elbabwärts sowie im Köhlbrand der Einblick in die Containerterminals. Viele der Hafenrundfahrten führen auch durch das weitverzweigte Netz der ausgedienten und brachliegenden Hafenbecken, Flusshäfen, Schleusen und Kanäle im Ostteil des Hafens oder aber hinaus bis zum Lotsenhaus Seemannshöft am Bubendeyufer und in die westlichen Hafenerweiterungsgebiete von Altenwerder und Waltershof.
Eine preisgünstige Alternative sind die Hafenfähren der HADAG, die zum HVV-Tarif genutzt werden können – die Schwerbehindertenfreifahrt gilt hier ebenfalls.

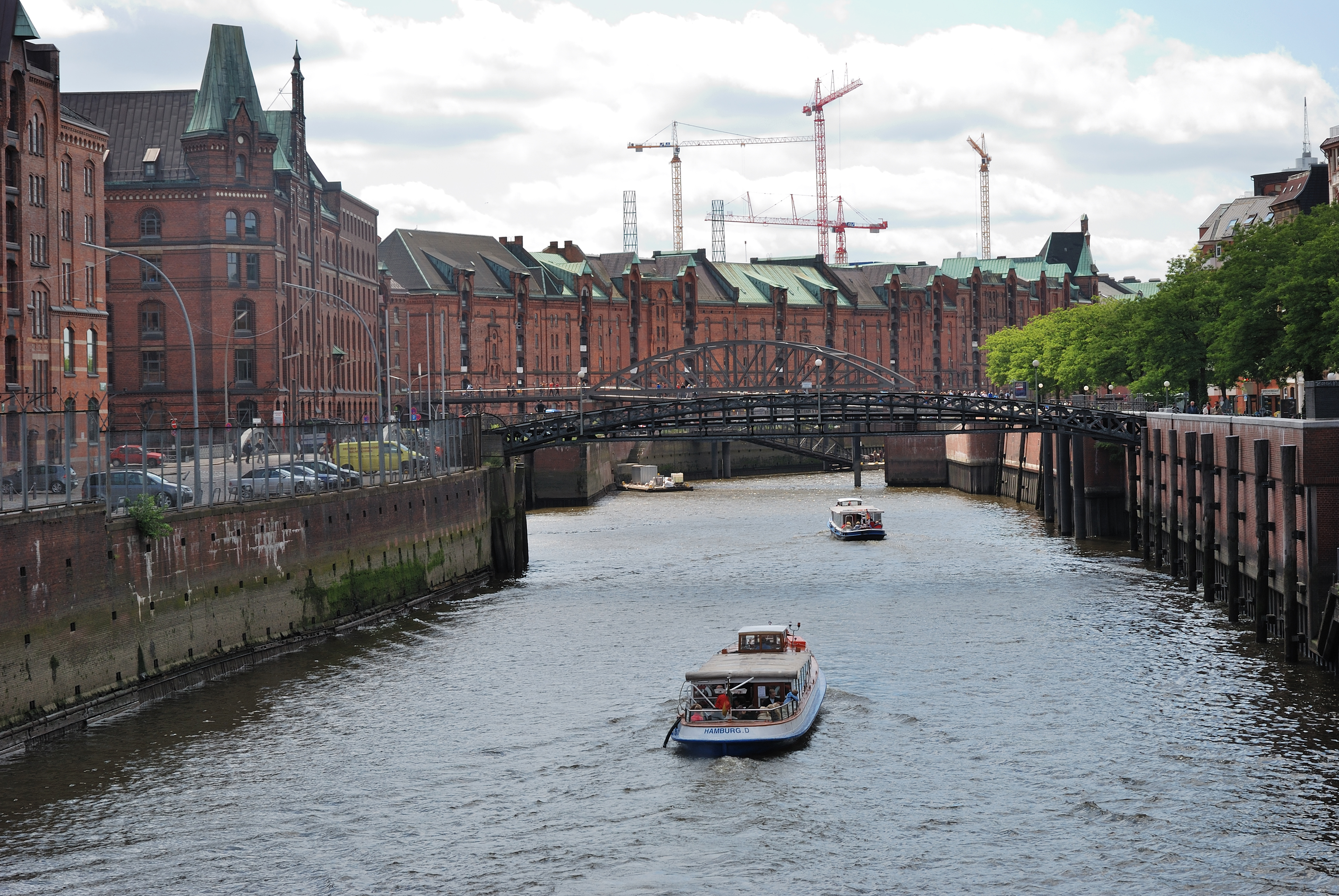
Barkassen im Zollkanal vor der Speicherstadt
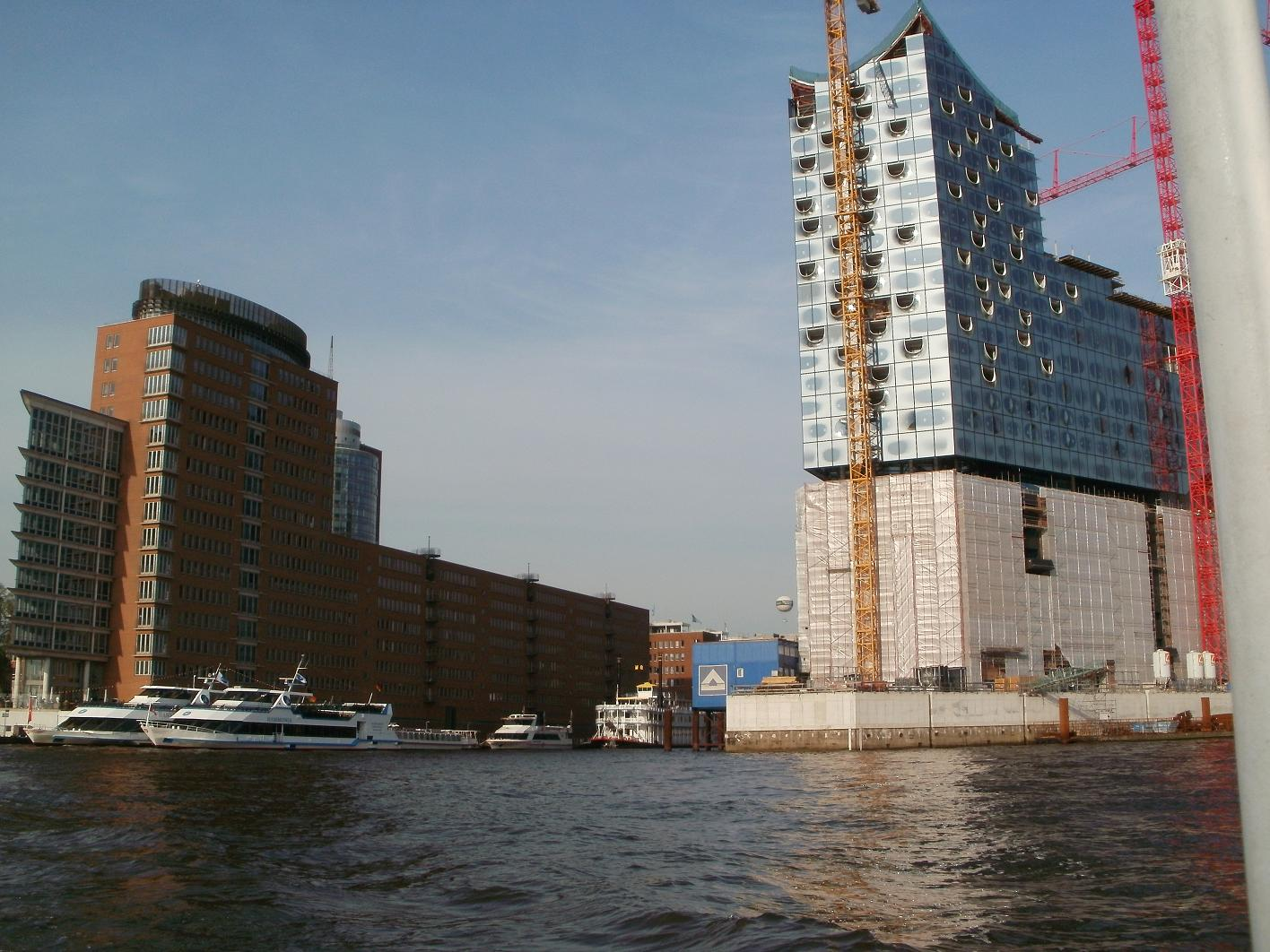
Sandtorhafen und Elbphilharmonie
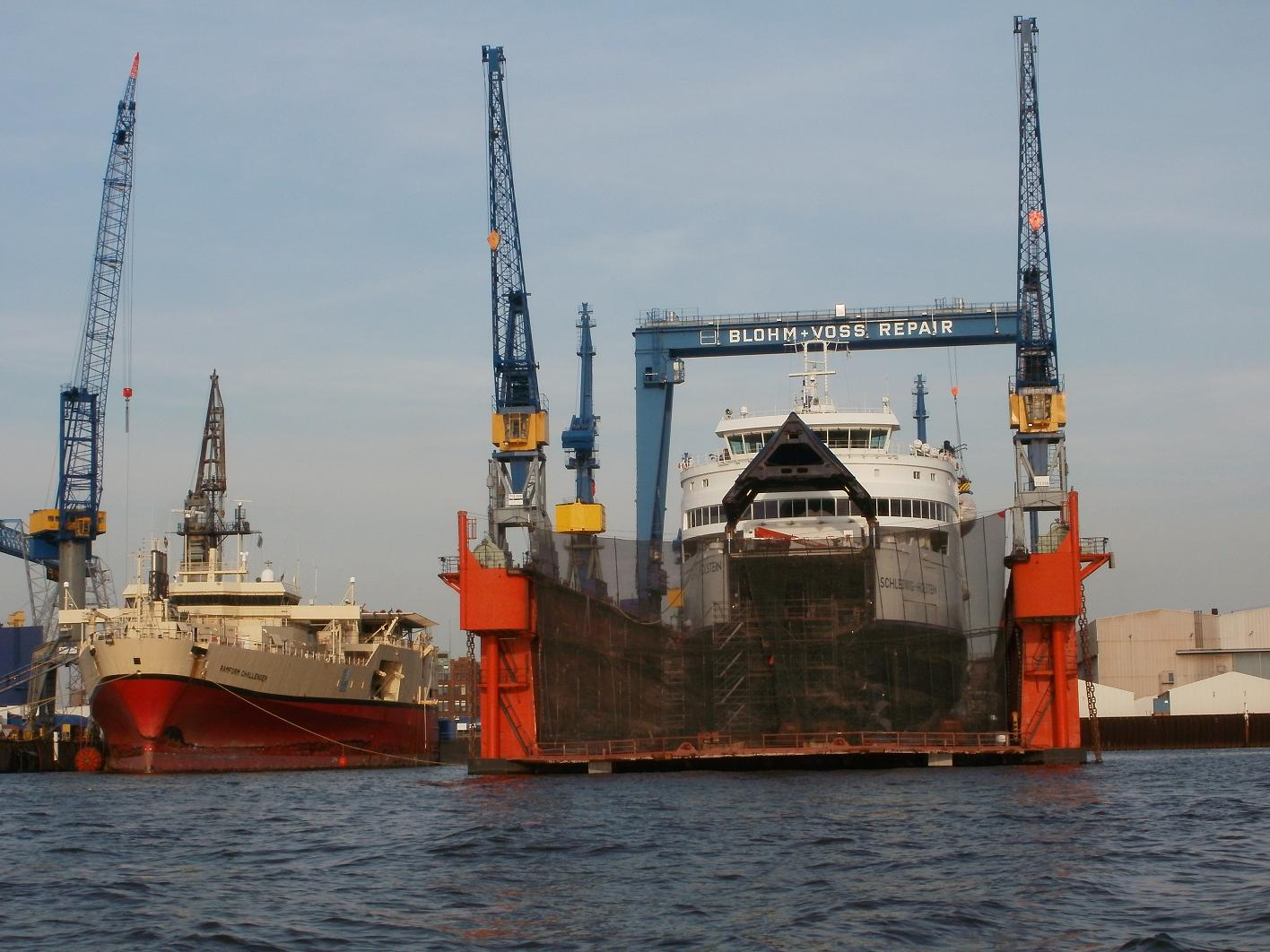
Schwimmdock von Blohm + Voss
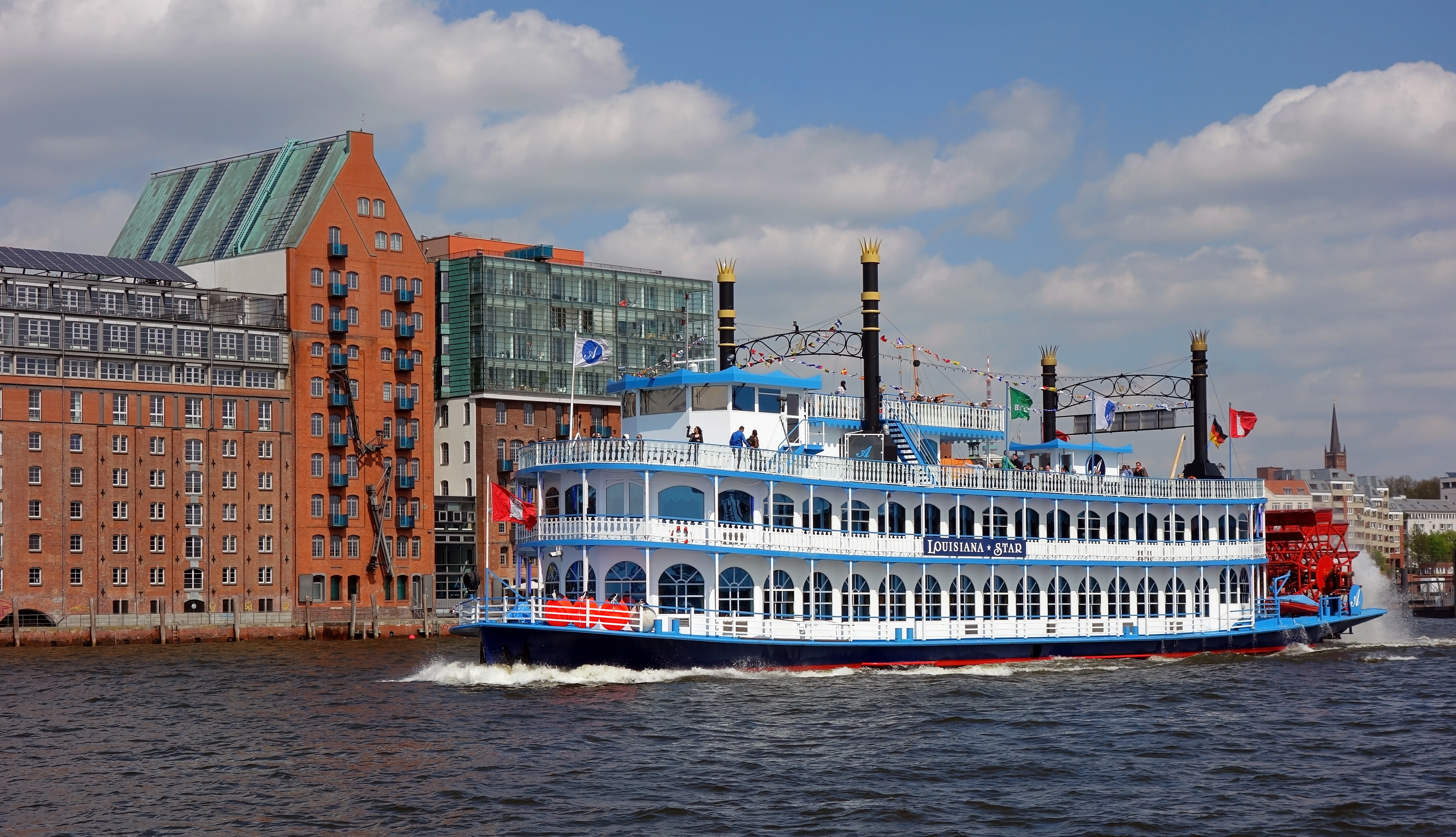
Altonaer Hafen mit der Louisiana Star, ein Heckradboot im Stil eines Raddampfers
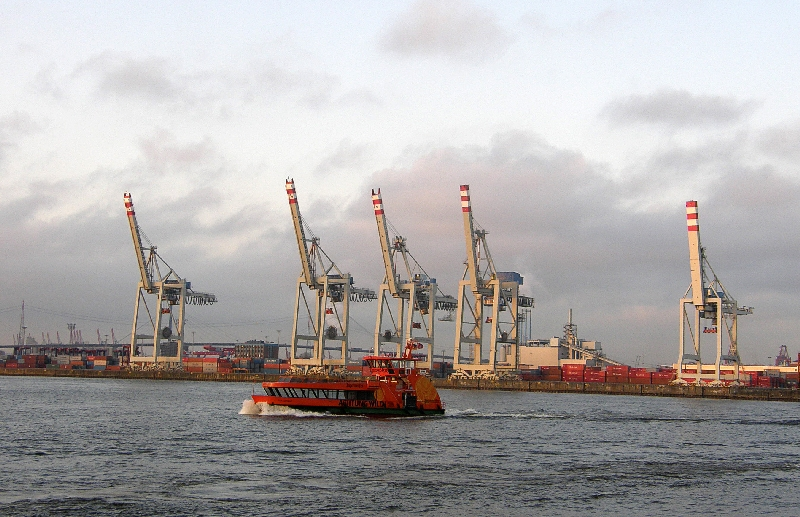
Containerterminal am Burchardkai und HADAG-Typschiff
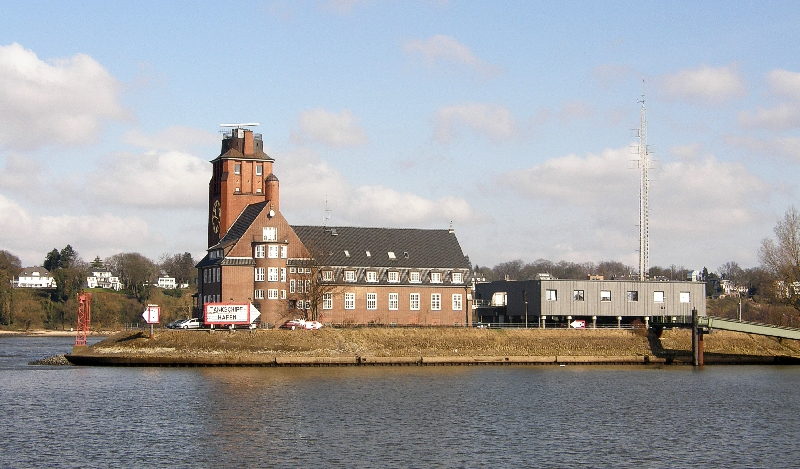
Seemannshöft mit Lotsenhaus

## Alternative Hafenrundfahrten
Eine Besonderheit stellen die seit Mitte der 1980er Jahre entwickelten sogenannten Alternativen Hafenrundfahrten dar, bei denen bestimmte Problembereiche der Hafenentwicklung aufgegriffen und dargestellt werden. Sie finden von April bis Oktober in regelmäßigen Abständen vor allem freitags statt und richten sich an die Bewohner Hamburgs und des Umlands und an interessierte Touristen. So führt die Hafengruppe Hamburg seit 1986 regelmäßig Rundfahrten durch, die Themen von der Hamburger Kolonialpolitik über Migration/Rassismus bis zu gegenwärtigen Handelsbedingungen mit der Dritten Welt beinhalten. Seit ebenso langer Zeit bietet die DGB-Jugend Barkassentouren aus der Perspektive von Hafenarbeitern und Seeleuten an und die Initiative Rettet die Elbe Umwelt-Hafenrundfahrten zur Umweltpolitik, Hafenerweiterung, Elbvertiefung und Gewässerverschmutzung. Seit Mitte der 1990er Jahre werden auch die Orte von Verfolgung und Widerstand während der NS-Zeit durch eine mehrmals jährlich stattfindende Hafenrundfahrt, veranstaltet von der der KZ-Gedenkstätte Neuengamme, thematisiert.